# Historia Akki
Akka – jedno ze starożytnych miast portowych, którego historia sięga epoki brązu. Ze względu na swoje strategiczne położenie umożliwiające szeroki dostęp do Palestyny, przez setki lat było ważnym portem. Miasto miało swoje okresy rozwoju i upadku, wielokrotnie zmieniając swoich właścicieli. Swój szczyt rozwoju osiągnęło na przełomie XII i XIII wieku jako stolica Królestwa Jerozolimskiego. Od XIX wieku jego rola malała na korzyść sąsiedniego miasta portowego Hajfa. Zespół zabytków Akki jest od 2001 roku umieszczony na liście światowego dziedzictwa UNESCO.

## Starożytność
Pierwotna lokalizacja miasta Akka od czasów starożytnych do okresu hellenistycznego była na oddalonym o 2 km od brzegu Morza Śródziemnego wzgórzu Tell Akka (100 m n.p.m.). Badania archeologiczne odkryły tutaj pozostałości kananejskiej osady rolniczej, pochodzące prawdopodobnie z III tysiąclecia p.n.e. Około 3000 p.n.e. osada została opuszczona, i ponownie zamieszkana w połowie epoki brązu (2000-1500 p.n.e.). Nowo powstała osada szybko rozrosła się do rozmiarów ufortyfikowanego miasta z murem obronnym i przedmurzem. Jego okolica była jednym z najbardziej zaludnionych obszarów na terenie Kanaanu. W XVI wieku p.n.e. uległo zniszczeniu na skutek pożaru. Okres największego rozwoju miasta przypadł na XIV i XIII wiek p.n.e. Tutejszy port morski utrzymywał kontakty handlowe z Cyprem i miastami położonymi nad Morzem Egejskim. Port Akka znajdował się wówczas u ujścia rzeki Naaman do morza. Mieszkańcy utrzymywali się z handlu, rolnictwa, przetwarzania metali i produkcji purpury ze ślimaków. Z tego okresu pochodzą pierwsze pisane wzmianki historyczne o Akko. Zostało ono wówczas wymienione na liście miast zdobytych przez faraona Tutmozisa III (świątynia Amona w Karnaku) oraz w listach z Amarny. Na początku epoki żelaza osiedliły się tutaj Ludy Morza, a następnie ich miejsce zajęli Fenicjanie. W II połowie XIII wieku p.n.e. do Kanaanu wkroczyły koczownicze plemiona Izraelitów. Według świadectwa biblijnego miasto nie zostało jednak wówczas zdobyte. Pomimo to, miasto zostało przyznane pokoleniu Asera. Żydowski historyk Józef Flawiusz podaje, że w czasach króla Salomona miasto należało już do Królestwa Izraela. Jednakże przez cały czas żydowskiej dominacji Akka była mocno związana politycznie z Fenicją i w 725 roku p.n.e. dołączyła do Sydonu i Tyru w buncie przeciwko asyryjskiemu królowi Salmanasarowi V. W 722 roku p.n.e. razem z całym Izraelem Akka znalazła się pod panowaniem Asyrii. W 701 roku p.n.e. król asyryjski Sennacheryb zniszczył Akkę. Niemal natychmiast ją odbudowano, przenosząc jej lokalizację bliżej morza – mniej więcej w obecne miejsce. W 586 roku p.n.e. miasto ze swoim portem przeszło pod panowanie Babilonii.
W 332 roku p.n.e. wojska Aleksandra Macedońskiego podbiły Azję Mniejszą, Syrię i Fenicję. Miasto Akka znalazło się wówczas w strefie wpływów kultury greckiej. Greccy historycy nazywali miasto Ake (Józef Flawiusz używał także nazwy Akre), jednak w rzeczywistości w 332 roku p.n.e. nazwę zmieniono na Antiochia Ptolemais (gr. Αντιόχεια της Πτολεμαΐδος), a następnie Ptolemais. Była to helleńska kolonia wojskowa, która utrzymywała ścisłe kontakty z innymi miastami Starożytnej Macedonii. Akka była najważniejszym miastem portowym Celesyrii (prowincja Syria Dolna) i jednym z największych miast w świecie helleńskim. Zajmowało powierzchnię około 1000 ha. Po śmierci Aleksandra Wielkiego, w wyniku wojen diadochów rejon Ptolemais znalazł się pod panowaniem dynastii Ptolemeuszy, którzy kontrolowali Egipt i Judeę. W wyniku serii kolejnych wojen, w 198 roku p.n.e. miasto przeszło w ręce Seleucydów. W państwie Seleucydów znajdowały się ważniejsze kraje Bliskiego i Środkowego Wschodu: Syria, Mezopotamia, Persja oraz dolina Indusu. Rządy Seleucydów doprowadziły do wybuchu w 167 roku p.n.e. żydowskiego powstania Machabeuszy (lata 167-160 p.n.e.). W 165 roku p.n.e. Szymon Machabeusz bezskutecznie usiłował zdobyć miasto Ptolemais, które dzięki temu nie weszło w skład nowo powstałego Państwa Machabeuszy. Około 153 roku p.n.e. przeciwko syryjskim władcom wystąpił rzekomy syn króla Antiocha IV, Aleksander I Balas. Wkroczył on wówczas do Ptolemais, które bez walki otworzyło przed nim swoje bramy. Walczący z nim syryjski władca Demetriusz I Soter usiłował przekupić Żydów – oferując między innymi dochody z miasta Akki na Świątynię Jerozolimską – nie zdołał jednak pozyskać ich poparcia. Żydzi pod wodzą Jonatana Machabeusza poparli w tej wojnie Aleksandra Balasa. Z wdzięczności za okazane poparcie Jonatan Machabeusz został w 150 roku p.n.e. z wielkimi honorami przyjęty w Ptolemais. Jednakże kilka lat później Syryjczycy zdradziecko pojmali go i zamordowali właśnie w Ptolemais. Król żydowski Aleksander Jannaj przejściowo zdobył Ptolemais, która jednak bardzo szybko powróciło do Syrii. W następnych latach miasto kilkakrotnie przechodziło w ręce faraona Kleopatry VII i armeńskiego króla Tigranesa II Wielkiego.
W 64 roku p.n.e. do Syrii wkroczyły rzymskie legiony Pompejusza. Syria została przekształcona w prowincję Syrię. Gajusz Juliusz Cezar podczas swego panowania odwiedził Ptolemais. Przez wiele następnych lat wszystkie dokumenty napisane w mieście były datowane od roku wizyty Cezara. Pomimo że za czasów panowania króla Heroda Wielkiego miasto Ptolemais nie znajdowało się w granicach jego państwa, sfinansował on budowę kilku obiektów użyteczności publicznej. Między innymi wybudowano salę gimnastyczną. Gdy po śmierci Heroda Wielkiego w 4 roku p.n.e. wybuchła wojna Warusa, w Ptolemais odbyła się koncentracja rzymskich legionów przed przystąpieniem do pacyfikacji Galilei, Judei i Idumei. W czasach Nowego Testamentu Apostoł Paweł spędził w Ptolemais jeden dzień. W następnych latach Rzymianie utworzyli w mieście kolonię (C. Claudii Cæsaris). Po wybuchu w 66 roku wojny żydowskiej, prokurator Gesjusz Florus przy wsparciu Syryjczyków zorganizował w Ptolemais masakrę Żydów. Następnie Rzymianie wykorzystywali Ptolemais jako bazę zaopatrzeniową dla swoich legionów walczących w Galilei. Po upadku w 70 roku oblężonej Jerozolimy, w Ptolemais osiedliło się wielu żydowskich uciekinierów. Wykorzystywali oni przy tym fakt, że miasto znajdowało się w Syrii i nie dotyczyły go pogromy żydowskie przeprowadzane w Judei. W 351 roku Rzymianie ponownie wykorzystali Ptolemais jako bazę dla swoich legionów podczas wojny przeciwko Gallusowi.

## Średniowiecze
W 395 roku cesarz Teodozjusz umierając, podzielił Cesarstwo rzymskie na Cesarstwo zachodniorzymskie i Cesarstwo Wschodniorzymskie (czyli Bizancjum). Syria z miastem Ptolemais znalazła się wówczas pod panowaniem Bizancjum. Po tym jak bizantyńska armia cesarza Herakliusza została rozgromiona w bitwie pod Jarmuk (636 rok), a następnie w 638 roku muzułmanie zajęli Jerozolimę, Ptolemais przeszło pod panowaniem Arabów. Wrócono wówczas do używania starożytnej nazwy miasta, Akko. W latach 638–661 miasto należało do Kalifatu Raszidun i było główną stocznią oraz bazą arabskiej floty walczącej z Bizancjum. W latach 661–750 Akko należało do Kalifatu Ummajjadów. W tym okresie kalif Abd al-Malik zdecydował o przeniesieniu głównej bazy morskiej z Akko do Tyru, co rozpoczęło stopniowy proces podupadania miasta. W latach 750–978 Akko należało do Kalifatu Abbasydów. W owym czasie tutejszy port był już tak zaniedbany, że rzadko zawijały do niego statki. Nowy okres dynamicznego rozwoju miasta rozpoczął się w 868 roku wraz z dojściem do władzy dynastii Tulunidów, która rządząc z pobliskiego Egiptu, zaczęła starać się o rozwój tutejszej gospodarki. Założyciel tej dynastii, Ahmad Ibn Tulun, zbudował w Akko nowy port, co było początkiem powrotu miasta do swojej świetności. W latach 978–1079 miasto należało do Kalifatu Fatymidów. W pierwszej połowie XI wieku powodzenie miasta zostało zagrożone wewnętrznymi wojnami arabskimi oraz wielkim trzęsieniem ziemi w 1033 roku. Abbasydzi wykorzystali do walki z Fatymidami wojska Turków Seldżuckich. Podczas tych walk Akko kilkakrotnie przechodziło z rąk do rąk. W ten sposób, w latach 1079–1099 miasto znalazło się pod panowaniem Seldżuków, a następnie ponownie Fatymidów.
Osłabienie Arabów walkami wewnętrznymi wykorzystali krzyżowcy, którzy w 1095 roku rozpoczęli I wyprawę krzyżową do Ziemi Świętej. W jej rezultacie utworzono w 1099 roku Królestwo Jerozolimskie. Król Baldwin I z Boulogne zrozumiał w 1103 roku, że niewielkie porty funkcjonujące w Jafie i Hajfie nie są w stanie zaspokoić potrzeb rozwijającego się królestwa, które było uzależnione od nieustannie dostarczanych posiłków z Europy. Port w Jafie był płytki i nie odpowiadał potrzebom europejskich statków, natomiast dostęp do portu w Hajfie był ograniczony przez północne wiatry. W pobliżu pozostawał jeszcze głębokowodny port w Akce, i Baldwin postanowił go zdobyć. Do pierwszego oblężenia miasta doszło w 1103 roku, zostało ono jednak przełamane przez dotarcie dla obrońców drogą morską posiłków z Tyru i Sydonu. Król Baldwin I uzyskał wówczas wsparcie floty Republiki Genui i w 1104 roku ponowił oblężenie. Obrońcy miasta pozbawieni wsparcia z zewnątrz, po 20 dniach oblężenia przystąpili do negocjacji i zgodzili się na kapitulację. Krzyżowcy wyrazili przy tym zgodę, że wszyscy obrońcy i mieszkańcy będą mogli bezpiecznie opuścić miasto. Gdy 25 maja 1104 roku mieszkańcy opuszczali poddane miasto, rzucili się na nich żołnierze z marynarki Genui, mordując i rabując ich dobytek. Dołączyli do nich krzyżowcy. Zginęło wówczas około 4 tys. ludzi. Masakra doprowadziła do unicestwienia tutejszej społeczności żydowskiej, która w owym czasie była najważniejszą w Ziemi Izraela. Król Baldwin I w zamian za udzieloną pomoc, dał Genui w posiadanie tereny położone wokół portu Akka. Zostali oni także zwolnieni z podatków. Umożliwiło to Genueńczykom rozbudowę portu, który bardzo szybko stał się najważniejszym portem morskim Królestwa Jerozolimskiego. Równocześnie przeprowadzono wielką rozbudowę miasta, które trzykrotnie powiększono. Zostało ono otoczone murami obronnymi z wieżami i fosą. W 1123 roku powstała autonomiczna dzielnica Republiki Weneckiej, co wzmocniło tutejsze kontakty handlowe. Rozwój miasta był jednak uzależniony od losów Królestwa Jerozolimskiego. Gdy w 1187 roku wojska Saladyna rozbiły siły krzyżowców w bitwie pod Hittin, król Gwidon de Lusignan dostał się do muzułmańskiej niewoli. W rezultacie upadła Jerozolima, a 10 lipca 1187 roku muzułmanie bez walki zajęli Akkę. Saladyn zezwolił obrońcom i mieszkańcom bezpiecznie opuścić miasto. Rok później został uwolniony król Gwidon de Lusignan. Zgromadził on niedobitki krzyżowców i nocą 26 sierpnia 1188 roku wylądował na plaży koło Akki, usiłując z zaskoczenia zająć miasto. Po nieudanym ataku wycofał się i ufortyfikował na pobliskim wzgórzu Tell Akka. Zorganizowana wówczas III wyprawa krzyżowa umożliwiła zmianę układu sił na korzyść krzyżowców. 31 sierpnia 1189 roku rozpoczęli oni długotrwałe oblężenie Akki (1189–1191). Na wieść o przybyciu chrześcijańskich posiłków Saladyn zebrał swoją armię i 15 września przybył pod Akko. 4 października 1189 roku doszło do bitwy pod Akką, która zakończyła się częściowym zwycięstwem muzułmanów i śmiercią wielkiego mistrza zakonu templariuszy Gérarda de Rideforta. Król Ryszard Lwie Serce kontynuował oblężenie Akki przez następne trzy lata, zakończone zdobyciem miasta 11 lipca 1191 roku. Miesiąc później Ryszard Lwie Serce rozkazał ściąć 2,7 tys. muzułmańskich jeńców z Akki. Gdy następnie krzyżowcy zajęli Jerozolimę, przywrócili Królestwa Jerozolimskiego. Jednak od 1191 roku jego stolica znajdowała się w Akce. Miasto zyskało dzięki temu na znaczeniu. Duże projekty budowlane rozszerzyły jego obszar w kierunku północnym. Równocześnie rozbudowywano fortyfikacje obronne. W XIII wieku populacja miasta liczyła 60 tys. osób. Rozwojowi miasta towarzyszyła odnowa tutejszej społeczności żydowskiej, która w XIII wieku odgrywała jedną z najważniejszych ról w świecie żydowskim. W 1229 roku Akka przeszła pod opiekę Zakonu Rycerskiego Szpitalników. Gdy w 1244 roku muzułmanie zajęli Jerozolimę, Akka pozostała ostatnią twierdzą krzyżowców w Ziemi Świętej. W następnych latach największym zagrożeniem dla rozwoju miasta stanowili chrześcijanie. Wynikało to z faktu, że dwa włoskie miasta – Republika Wenecji i Republika Genui – prowadziły bezwzględną rywalizację o wpływy. W 1255 roku obie strony wykorzystały spór o przynależność klasztoru św. Saby w Akce, aby rozpocząć I wojnę wenecko-genueńską. Latem 1257 roku rycerze genueńscy wdarli się do dzielnicy weneckiej Akki, zabijając jej mieszkańców i grabiąc dobytek. W odwecie Wenecjanie pod wodzą Lorenzo Tiepolo, wdarli się do Akki zajmując klasztor, a następnie stacjonującą w porcie Tyr flotę genueńską. 24 czerwca 1258 roku doszło do bitwy morskiej pod Akko, która zakończyła się klęską floty genueńskiej. Miasto znalazło się pod wpływami Republiki Weneckiej, a wszyscy Genueńczycy musieli je opuścić. W 1271 roku w Akce zatrzymał się podczas jednej ze swoich podróży znany wenecki kupiec i podróżnik Marco Polo. Koniec miasta przynieśli Mamelucy, którzy 6 kwietnia 1291 roku rozpoczęli oblężenie i 18 maja 1291 roku zdobyli Akkę. Sułtan Al-Aszraf Chalila, aby uniknąć błędu Saladyna i zapobiec próbom powrotu chrześcijan, rozkazał zrównać miasto z ziemią. Na jego miejscu powstała niewielka osada handlowa pozbawiona jakichkolwiek fortyfikacji. Istnieją dowody, że w XIV wieku utrzymywała ona kontakty handlowe z innymi miastami.

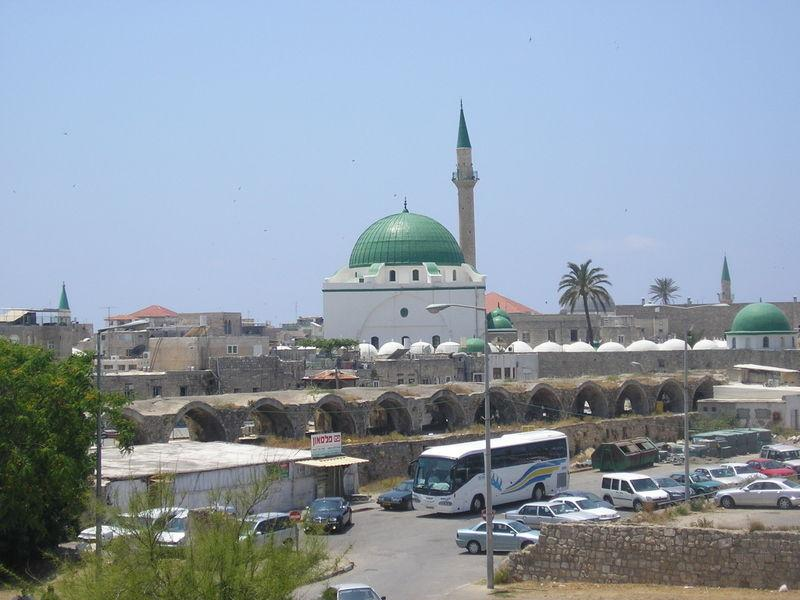
Meczet Ahmeda al-Jazzara w Akce

## Historia nowożytna
W 1517 roku turecki sułtan Selim I Groźny pokonał wojska egipskich mameluków w bitwach pod Marj Dabiq i al-Raydaniyya, a następnie zajął Syrię, Palestynę oraz Egipt. W ten sposób Akka znalazła się pod panowaniem Imperium Osmańskiego. Nie zmieniło to jednak sytuacji miasta, które stopniowo pogrążało się w coraz większej ruinie. Kapelan pracujący dla angielskiej Kompanii Lewantyńskiej, Henry Maundrell, w 1697 roku znalazł w Akce tylko karawanseraj zajmowany przez kilku francuskich kupców, meczet i kilka nędznych domów. W połowie XVIII wieku beduiński szejk pochodzący z Tyberiady, Dhaher al-Omar zbuntował się przeciwko Osmanom. Opanował i ufortyfikował Akkę, która stała się jego głównym miastem. Akka przeżyła wówczas znaczne ożywienie gospodarcze, związane głównie z eksportem do Francji bawełny. Okres ten wykorzystali Żydzi do odbudowy swojej społeczności w mieście. W 1741 roku do Akki przybył Rabin Chaim Ben Ata z kilkudziesięcioma swoimi uczniami. Po roku przenieśli się oni do Jerozolimy, jednak w 1743 roku do Akki przyjechał Rabin Mosze Chaim Luzzatto. W 1747 roku zmarł z powodu zarazy i został pochowany u stóp wzgórza Tell Akka. W 1768 roku władze osmańskie częściowo uznały rządy Dhaher al-Omara w Akce, nadając mu tytuł „Szejka Akki, Emira Nazaretu, Tyberiady, Safedu i Szejka całej Galilei”. W 1775 roku jego następcą został turecki oficer Jezzar Pasza, który wykorzystując zyski z handlu, wybudował obecne mury miejskie, szereg budynków użyteczności publicznej, wodociąg i meczet Ahmeda al-Jazzara. Większość budynków dzisiejszego starego miasta pochodzi z okresu jego władzy. Około 1780 roku Jezzar Pasha usunął z miasta francuską kolonię handlową i odmówił przyjęcia francuskiego konsula.

## Historia najnowsza
Podczas wyprawy Napoleona do Egiptu w 1798 roku marynarka brytyjska zniszczyła francuską flotę w bitwie pod Abukirem. Turcy spodziewali się, że oznacza to koniec wojsk Napoleona Bonaparte i przygotowali ofensywę, którą miały przeprowadzić dwie armie osmańskie nacierające na Egipt od strony Syrii i Palestyny. Bonaparte uprzedził jednak Turków i w styczniu 1799 roku wkroczył do Palestyny. Usiłując wywołać syryjskie powstanie przeciwko Turkom, Napoleon rozpoczął 20 marca 1799 roku oblężenie Akki. Obrońcy otrzymali jednak pomoc brytyjskiej marynarki i Francuzi po kilku próbach szturmu musieli 21 maja ustąpić i wycofać się do Egiptu. Po odparciu Francuzów, Turcy utworzyli sandżak Akki, wchodzący w skład osmańskiej prowincji Syrii. Zastępcą Jezzar Paszy został Sulejman Pasza. Po jego śmierci, żydowski doradca Jezzara Paszy i Sulejmana Paszy, o imieniu Haim, zapłacił dużą łapówkę władzom w Stambule, aby zagwarantować objęcie stanowiska szejka Akki dla syna Sulejmana Paszy – Ali Paszy. Znał go od dzieciństwa i dlatego poparł jego osobę. Objął on władzę w latach 20. XIX wieku jako Abdullah Pasza. Pomyślny rozwój Akki, gwarantowany przez jej lokalnych władców, trwał do 1831 roku. Stało się to za sprawą osmańskiego oficera Muhammada Ali, który po wyparciu wojsk francuskich został gubernatorem Egiptu. Posiadał on wielką władzę i chociaż podlegał Imperium Osmańskiemu, to w rzeczywistości prowadził swoją własną niezależną politykę. W 1831 roku oskarżył on Akkę, że udziela ona schronienia tysiącom rolnikom uciekającym z Egiptu przed płaceniem podatków. Pod tym pretekstem wysłał on do Palestyny i Syrii wielką armię dowodzoną przez Ibrahima Paszę. Oblężenie Akki rozpoczęło się 8 grudnia 1831 roku i trwało do 27 maja 1832 roku, kiedy miasto skapitulowało (mury obronne były naruszone w trzech miejscach i upadek był tylko kwestią czasu). Abdullah Pasza został wzięty do niewoli i wywieziony do Egiptu. Pomimo poważnych zniszczeń miasta, Ibrahim Pasza uczynił z Akki stolicę prowincji Palestyny i Syrii. Sukcesy Egipcjan wywołały jednak duże zaniepokojenie brytyjskiej i francuskiej dyplomacji, które zażądały natychmiastowego wycofania wojsk egipskich z całej Azji Mniejszej. Elementem nacisku siłowego było zbombardowanie Akki 4 listopada 1840 roku przez eskadrę brytyjskich, francuskich i austriackich okrętów wojennych. Ostrzał spowodował bardzo duże zniszczenia fortyfikacji i zabudowy miejskiej, a potężna eksplozja magazynu amunicji spowodowała śmierć około 2 tys. osób. W rezultacie Egipcjanie wycofali się w nocy, a miasto powróciło pod tureckie panowanie. Zniszczenia były jednak tak poważne, że Akka utraciła swoje znaczenie i w 1864 roku weszła w skład wilajetu Syrii. W następnych latach odbudowano fortyfikacje miejskie oraz dobudowano arsenał i pałac, wykorzystywany później jako więzienie. Wśród więźniów był Bahá’u’lláh, prorok i założyciel wiary Baha’i. Był on więziony w tutejszym więzieniu od 31 sierpnia 1868 roku. Mieszkańcom Akki powiedziano, że nowy więzień jest wrogiem państwa, Boga i religii, a wszelkie kontakty z nim były surowo zakazane. Po jakimś czasie tureccy urzędnicy zaczęli bardziej ufać Bahá'u’lláh’owi i w 1877 roku wyrazili zgodę, by zamieszkał w osobnym domu, na przedmieściach Akki. Zmarł tam 29 maja 1892 roku. Przywództwo nad ruchem religijnym przejął wówczas jego najstarszy syn ’Abdu’l-Bahá. Pod koniec XIX wieku miasto stało się centrum ruchu bahaizmu. W 1870 roku w Akce żyło około 150 Żydów, trudniących się w większości rybołówstwem. W 1877 roku Akka otrzymała prawa miejskie, a w 1888 roku weszła w skład wilajetu Bejrut.
Podczas I wojny światowej wojska brytyjskie wkroczyły z Egiptu do Palestyny i 24 września 1917 roku zajęły Akkę. 1 lipca 1920 roku Liga Narodów oficjalnie przyznała Wielkiej Brytanii zwierzchnictwo mandatowe nad Palestyną. W otworzonym w ten sposób Brytyjskim Mandacie Palestyny miało powstać w przyszłości państwo żydowskie. Pod brytyjskim panowaniem Akka rozbudowała się poza murami miejskimi, jednak jej rozwój gospodarczy został zahamowany przez otwarcie w 1933 roku portu Hajfa. Podczas arabskiego powstania w Palestynie (1936–1939) brytyjskie władze ze względów bezpieczeństwa ewakuowały z miasta wszystkich Żydów. W 1945 roku szacowano, że wśród 12360 mieszkańców Akki jest 50 Żydów. Cytadelę w Akce Brytyjczycy przystosowali do pełnienia roli ciężkiego więzienia, w którym wykonywano wyroki śmierci przez powieszenie. Trzymano tutaj wielu więźniów politycznych (głównie arabskich) i nielegalnych imigrantów (głównie Żydów). Wśród pierwszych żydowskich więźniów politycznych był Ze’ew Żabotyński, którego aresztowano za próbę stawiania zbrojnego oporu podczas arabskich zamieszek Nabi Musa w 1920 roku. Ogółem Brytyjczycy więzili w cytadeli w Akce ponad 100 członków podziemnych organizacji żydowskich Hagana, Irgun i Lechi. W 1938 roku wykonano wyroki śmierci na dwóch żydowskich więźniach (Szlomo Ben Josef i Mordechai Szwartz), a w 1947 roku skazano kolejnych siedmiu Żydów (Dov Gruner, Mordechai Alkachi, Jehiel Dov Dresner, Eliezer Kashani, Ja’akov Weiss, Awszalom Haviv i Meir Nakar). W tym okresie skazano również ponad 100 Arabów za różne przestępstwa polityczne i kryminalne. 4 maja 1947 roku bojownicy Irgunu przeprowadzili spektakularny atak na cytadelę, podczas którego umożliwili ucieczkę z więzienia 255 z 623 osadzonych więźniów, w większości Arabów. Jednak prawdziwym celem akcji było odbicie z więzienia członków Irgunu. Uciekło wówczas 41 żydowskich więźniów (30 z Irgunu i 11 z Lehi). Podczas pościgu Brytyjczycy zabili 14 i złapali 8 więźniów.
Po zakończeniu II wojny światowej w Palestynie nasiliły się walki pomiędzy Żydami a Arabami. Przyjęta 29 listopada 1947 roku Rezolucja Zgromadzenia Ogólnego ONZ nr 181 przyznała obszar miasta Akka państwu arabskiemu. Zwiększyło to poczucie bezpieczeństwa mieszkańców Akki w pierwszych miesiącach wojny domowej w Mandacie Palestyny. Powołano Narodową Radę Muzułmańską, która negocjowała z Brytyjczykami warunki przejęcia kontroli nad miastem. Do pierwszego konfliktu doszło 17 marca 1948 roku, kiedy to kolumna żydowskich samochodów ciężarowych usiłowała przejechać drogą na północ od miasta. Arabowie usiłowali ją zatrzymać i skontrolować, czy nie przewozi broni. Przeciwstawili się temu żołnierze żydowskiej Hagany. Dzień później Arabowie zastawili pułapkę, w którą wpadł samochód pancerny z czterema robotnikami z firmy elektrycznej z Hajfy. Był on ochraniany przez dwa brytyjskie samochody pancerne, z których jeden najechał na minę (zginęło 5 brytyjskich żołnierzy). Dowództwo Hagany podjęło wówczas decyzję przejęcia Akki i zachowania miasta w państwie żydowskim. Ponieważ w mieście nadal przebywały brytyjskie siły zbrojne, Żydzi czekali na ich wyjazd. Tymczasem prowadzili kolejne operacje wojskowe w Galilei, a ich sukcesy osłabiały morale arabskich mieszkańców Akki. Zostało to pogłębione przez pojawienie się w mieście tysięcy palestyńskich uchodźców, którzy opowiadali o żydowskich sukcesach, wysiedleniach i niszczonych arabskich wsiach. Gdy 15 maja 1948 roku rozpoczęła się regularna I wojna izraelsko-arabska, dowództwo Hagany przystąpiło do działania. Atak na Akkę rozpoczął się w nocy z 16 na 17 maja 1948 roku. Po południem miasto skapitulowało, a następnego dnia rano radni miejscy podpisali akt kapitulacji. W następnych dniach większość arabskich mieszkańców uciekła do Libanu. Pozostali mieszkańcy zostali poddani wojskowej administracji izraelskiej.

## Izrael
Po zakończeniu I wojny izraelsko-arabskiej, opuszczone arabskie domy w Akce były zajmowane przez żydowskich imigrantów masowo przyjeżdżających do Izraela. W latach 60. i 70. XX wieku wybudowano nowe osiedla mieszkaniowe, dzięki czemu Żydzi opuścili dawne arabskie domy na Starym Mieście. Dzielnice arabskie pozostały wówczas bardzo zaniedbane i przez długie lata miały charakter slamsów. Dopiero w latach 80. i latach 90. XX wieku podjęto szereg kroków mających na celu rewitalizację Akki. Podczas II wojny libańskiej w 2006 roku Akka mocno ucierpiała od ostrzału rakietowego Hezbollahu. 8 października 2008 roku w mieście wybuchły zamieszki żydowsko-arabskie, które trwały przez pięć dni. Bezpośrednią ich przyczyną było złamanie religijnego prawa żydowskiego podczas święta Jom Kipur przez arabskiego kierowcę.